# Попов, Георгий Евдокимович
Георгий Евдокимович Попов (1900—1945) — советский военнослужащий. Участник Гражданской, Советско-польской и Советско-японской войн. Герой Советского Союза (1945). Красноармеец.

## Биография
Георгий Евдокимович Попов родился в 1900 году в селе Городище Тамбовского уезда Тамбовской губернии Российской империи (ныне село Бондарского района Тамбовской области) в крестьянской семье. Русский. До революции 1917 года окончил начальную школу. В рядах Рабоче-крестьянской Красной Армии Г. Е. Попов сражался на фронтах гражданской войны. Во время Советско-польской войны Георгий Евдокимович воевал кавалеристом в 1-й Конной армии С. М. Будённого. Был ранен. После демобилизации окончил железнодорожный техникум. В 1925—1927 годах вновь проходил службу в РККА. Затем работал на железной дороге в Абакане и Новосибирске. С 1936 года жил в городе Николаевске-на Амуре. С 1937 года занимал должность начальника лесозавода при Николаевской судоверфи.
Вновь в армию Г. Е. Попов был призван Николаевским районным военкоматом Хабаровского края в марте 1942 года. Служил на Сахалине сапёром в 157-м стреловом полку 79-й стрелковой дивизии. Незадолго до начала Советско-японской войны красноармейца Г. Е. Попова перевели автоматчиком в 98-й отдельной пулемётный батальон 106-го Полтавского укрепрайона, входившего в состав 25-й армии Приморской группы войск Дальневосточного фронта. В августе 1945 года Приморская группа войск была преобразована в 1-й Дальневосточный фронт. 8 августа 1945 года Советское правительство объявило войну Японии. На следующий день войска 1-го Дальневосточного фронта перешли советско-китайскую границу и вступили на территорию Маньчжоу-го. Подразделениям 25-й армии в ходе Харбино-Гиринской наступательной операции предстояло прорвать оборону японских войск на участке Дуннинского укреплённого района, который представлял собой мощный оборонительный рубеж общей протяжённостью 80 километров по фронту и 18 километров в глубину. Японские инженеры возвели здесь 600 долговременных фортификационных сооружений, проложили 16 000 метров потерн, 7000 метров противотанковых рвов и 88 километров траншей и ходов сообщения.
Для борьбы с вражескими ДОТами и ДЗОТами из 98-го отдельного пулемётного батальона было образовано два штурмовых отряда. 2-й отряд, к состав которого попал и красноармеец Г. Е. Попов, возглавил командир батальона майор Пётр Петрович Константинов. В ночь на 9 августа 1945 года отряд № 2 стремительной атакой захватил высоту № 681,0 Пинфанского узла сопротивления и уничтожил все имевшиеся там долговременные огневые точки противника вместе с гарнизонами, чем обеспечил продвижение стрелковых частей вглубь китайской территории. Но днем 9 августа 1945 года отряд Константинова у сопки Каменистая (в наградном листе Г. Е. Попова именуется как сопка Колпак) попал в тяжёлое положение. Враг вёл шквальный огонь из бронеколпака, расположенного на вершине сопки и прикрывавшего вход в узкую долину. Пётр Петрович приказал группе бойцов уничтожить огневую точку. Штурмовая группа, в составе которой оказался Г. Е. Попов, почти достигла вершины сопки, но враг заметил её и пулемётным огнём прижал к земле. Красноармеец Попов был тяжело ранен, но нашёл в себе силы, и поднявшись в полный рост, метнулся к вражескому ДОТу. Версии того, что произошло дальше, несколько отличаются друг от друга. Согласно наиболее распространённой версии Георгий Евдокимович закрыл амбразуру ДОТа своим телом. По другой версии он успел зажечь запал имевшейся у него взрывчатки и просунуть её в амбразуру. В любом случае пулемёт замолчал, и высота была быстро взята. Ранения, полученные красноармейцем Поповым, оказались смертельными.
За образцовое выполнение боевых заданий командования на фронте борьбы с японскими империалистами указом Президиума Верховного Совета СССР от 8 сентября 1945 года красноармейцу Попову Георгию Евдокимовичу было присвоено звание Героя Советского Союза посмертно. Похоронен Г. Е. Попов в братской могиле советских воинов на кладбище села Фадеевка Октябрьского района Приморского края. Его символическая могила также обустроена в центре села Фадеевка.

## Награды
- Медаль «Золотая Звезда» (08.09.1945, посмертно);
- орден Ленина (08.09.1945, посмертно).

## Память
- Памятник Герою Советского Союза Г. Е. Попову установлен в селе Городище на месте дома, где он родился[7].
- Мемориальная доска в честь Героя Советского Союза Г. Е. Попова установлена на заводоуправления Николаевского судостроительного завода в городе Николаевске-на-Амуре.
- Именем Героя Советского Союза Г. Е. Попова названа улица в городе Николаевске-на-Амуре.

## Документы
- Общедоступный электронный банк документов «Подвиг Народа в Великой Отечественной войне 1941—1945 гг.» Дата обращения: 20 ноября 2012. Архивировано из оригинала 13 марта 2012 года.

Представление к званию Героя Советского Союза. Дата обращения: 20 ноября 2012. Архивировано 9 января 2013 года.
Президиума Верховного Совета СССР о присвоении звания Героя Советского Союза 46809120. Дата обращения: 29 мая 2019. Архивировано 9 января 2013 года.
- Обобщенный банк данных «Мемориал». Дата обращения: 20 ноября 2012. Архивировано из оригинала 10 мая 2012 года.

ЦАМО, ф. 58, оп. 18003, д. 1195. Дата обращения: 20 ноября 2012. Архивировано 9 января 2013 года.
Учётная карточка захоронения 25-325.
Захоронение 25-325 до реконструкции.
Захоронение 25-325 после реконструкции. Дата обращения: 20 ноября 2012. Архивировано 9 января 2013 года.
Информация из списка захоронения 25-325. Дата обращения: 20 ноября 2012. Архивировано 9 января 2013 года.
Символическое захоронение Героя Советского Союза Г. Е. Попова в селе Фадеевка. Дата обращения: 20 ноября 2012. Архивировано 9 января 2013 года.